# (143649) 2003 QQ47
(143649) 2003 QQ47は、2003年8月24日にリンカーン研究所の掃天観測（リンカーン地球近傍小惑星探査）によって発見された地球近傍小惑星の一つである。2006年12月5日に小惑星143649番として正式登録された。

## 地球への衝突リスク
発見直後、2014年3月21日に25万分の1の確率で地球に衝突する可能性があるという速報がなされたために「巨大小惑星、2014年に地球に衝突か」とメディアに取り上げられ、一時的に有名になった。
この騒ぎを受けてNASAのスポークスマンは2003年9月3日、数日内により詳しい観測結果が出ることで衝突の危険度がより下げられるだろうという見通しを明らかにした。
この時点で、観測結果により2014年の衝突可能性は除外され、「Impact Risk Page」からは 2003 QQ47 の2014年以後の衝突可能性も除外された。その後の推計では、2003 QQ47 は2014年3月26日に、地球から0.1283天文単位（約19,190,000キロメートル）も離れたところを通過するとされている
。
2003 QQ47 は直径がおよそ1.24キロメートルあり、質量はおよそ2.0 ×1012 キログラム（2兆キログラム、20億トン）ある。もしこのサイズの小惑星が地球に衝突すれば、そのエネルギーはTNT換算で3.5×1012 Mt（35万メガトン、広島型原爆の2億発以上分）になり、地球全体に甚大な被害を及ぼすことになる。
この小惑星発見の際に起こったメディアの過剰報道のように、小惑星のニュースが混乱を起こす事例が多いため、トリノスケールの警告としての信頼性を向上させ発表の際に過剰な反応を起こしにくくするよう、説明文は大きく改訂された（トリノスケールの項を参照）。